# Époisses
Pour les articles homonymes, voir Époisses (homonymie).
Époisses est une commune française située dans le département de la Côte-d'Or en région Bourgogne-Franche-Comté. Elle a donné son nom à un fromage. Sur le territoire de la commune se trouve également le château d'Époisses, monument historique.

## Géographie
Epoisses est dans le département de la Côte-d'Or en région Bourgogne-Franche-Comté. Elle n'est pas loin de plusieurs petites villes: Semur-en-Auxois et Montbard et de grosses villes: Auxerre et Dijon.

### Climat
Pour des articles plus généraux, voir Climat de la Bourgogne-Franche-Comté et Climat de la Côte-d'Or.
En 2010, le climat de la commune est de type climat océanique dégradé des plaines du Centre et du Nord, selon une étude du Centre national de la recherche scientifique s'appuyant sur une série de données couvrant la période 1971-2000. En 2020, Météo-France publie une typologie des climats de la France métropolitaine dans laquelle la commune est exposée à un climat océanique altéré et est dans la région climatique  Lorraine, plateau de Langres, Morvan, caractérisée par un hiver rude (1,5 °C), des vents modérés et des brouillards fréquents en automne et hiver.
Pour la période 1971-2000, la température annuelle moyenne est de 10,5 °C, avec une amplitude thermique annuelle de 16,2 °C. Le cumul annuel moyen de précipitations est de 824 mm, avec 11,6 jours de précipitations en janvier et 7,8 jours en juillet. Pour la période 1991-2020, la température moyenne annuelle observée sur la station météorologique de Météo-France la plus proche, « St Andre », à Saint-André-en-Terre-Plaine à 9 km à vol d'oiseau, est de 11,3 °C et le cumul annuel moyen de précipitations est de 849,9 mm,. Pour l'avenir, les paramètres climatiques de la commune estimés pour 2050 selon différents scénarios d'émission de gaz à effet de serre sont consultables sur un site dédié publié par Météo-France en novembre 2022.

## Urbanisme

### Typologie
Au 1er janvier 2024, Époisses est catégorisée commune rurale à habitat dispersé, selon la nouvelle grille communale de densité à 7 niveaux définie par l'Insee en 2022.
Elle est située hors unité urbaine. Par ailleurs la commune fait partie de l'aire d'attraction de Semur-en-Auxois, dont elle est une commune de la couronne,. Cette aire, qui regroupe 54 communes, est catégorisée dans les aires de moins de 50 000 habitants,.

### Occupation des sols
L'occupation des sols de la commune, telle qu'elle ressort de la base de données européenne d’occupation biophysique des sols Corine Land Cover (CLC), est marquée par l'importance des territoires agricoles (90,6 % en 2018), en diminution par rapport à 1990 (92,9 %). La répartition détaillée en 2018 est la suivante : 
terres arables (59,5 %), prairies (28,7 %), forêts (4 %), zones urbanisées (3,8 %), zones agricoles hétérogènes (2,4 %), eaux continentales (1,6 %). L'évolution de l’occupation des sols de la commune et de ses infrastructures peut être observée sur les différentes représentations cartographiques du territoire : la carte de Cassini (XVIIIe siècle), la carte d'état-major (1820-1866) et les cartes ou photos aériennes de l'IGN pour la période actuelle (1950 à aujourd'hui).

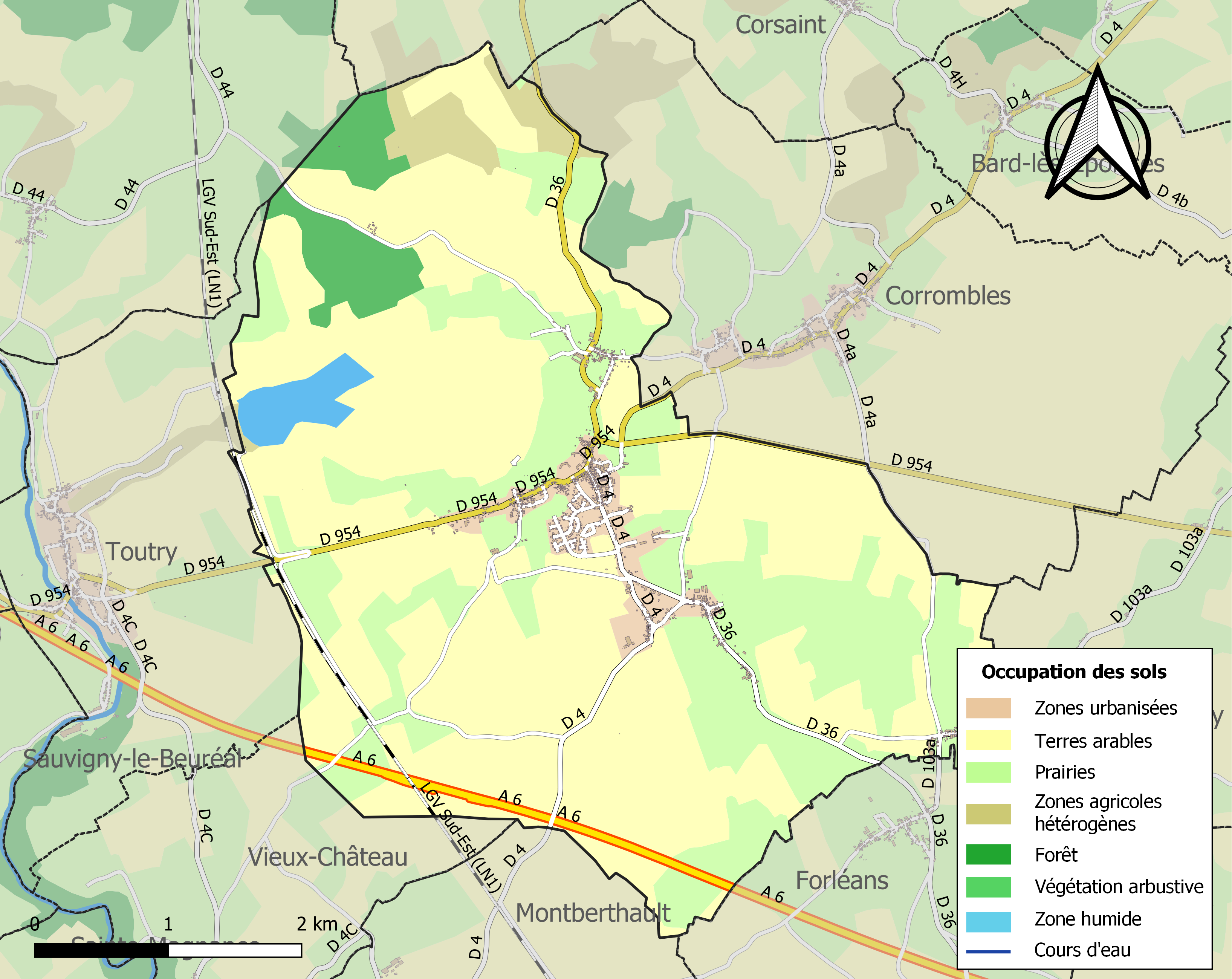
Carte des infrastructures et de l'occupation des sols de la commune en 2018 (CLC).

## Histoire
La seigneurie d'Espoisse possédait de vastes étangs au finage de Bussières, au bas du hameau du lieu-dit le Faubourg.
Au XIIe siècle, le village voit la construction d'une abbatiale et d'un colombier au XVIe siècle.

## Politique et administration
| Période                                  | Période  | Identité          | Étiquette | Qualité                    |
| ---------------------------------------- | -------- | ----------------- | --------- | -------------------------- |
| mars 2001                                | 2020     | Marcel Chastang   | DVD       | Retraité de l'enseignement |
| 2020                                     | En cours | Jean-Marie Virely | MÉI       |                            |
| Les données manquantes sont à compléter. |          |                   |           |                            |

## Démographie
L'évolution du nombre d'habitants est connue à travers les recensements de la population effectués dans la commune depuis 1793. Pour les communes de moins de 10 000 habitants, une enquête de recensement portant sur toute la population est réalisée tous les cinq ans, les populations de référence des années intermédiaires étant quant à elles estimées par interpolation ou extrapolation. Pour la commune, le premier recensement exhaustif entrant dans le cadre du nouveau dispositif a été réalisé en 2006.

En 2022, la commune comptait 724 habitants, en évolution de −8,01 % par rapport à 2016 (Côte-d'Or : +0,82 %, France hors Mayotte : +2,11 %).
| 1793  | 1800  | 1806  | 1821  | 1831  | 1836  | 1841  | 1846  | 1851 |
| ----- | ----- | ----- | ----- | ----- | ----- | ----- | ----- | ---- |
| 1 097 | 1 065 | 1 043 | 1 007 | 1 007 | 1 040 | 1 026 | 1 012 | 973  |

| 1856 | 1861 | 1866  | 1872 | 1876 | 1881 | 1886 | 1891 | 1896 |
| ---- | ---- | ----- | ---- | ---- | ---- | ---- | ---- | ---- |
| 937  | 985  | 1 015 | 975  | 970  | 928  | 925  | 947  | 909  |

| 1901 | 1906 | 1911 | 1921 | 1926 | 1931 | 1936 | 1946 | 1954 |
| ---- | ---- | ---- | ---- | ---- | ---- | ---- | ---- | ---- |
| 867  | 854  | 820  | 717  | 730  | 659  | 628  | 656  | 607  |

| 1962 | 1968 | 1975 | 1982 | 1990 | 1999 | 2006 | 2011 | 2016 |
| ---- | ---- | ---- | ---- | ---- | ---- | ---- | ---- | ---- |
| 619  | 696  | 702  | 820  | 794  | 721  | 785  | 772  | 787  |

| 2021 | 2022 | - | - | - | - | - | - | - |
| ---- | ---- | - | - | - | - | - | - | - |
| 747  | 724  | - | - | - | - | - | - | - |

## Économie
Le village est notoirement connu par ses fromageries produisant l'époisses, fromage au lait de vache AOC depuis 1991 et d'une AOP depuis 1996.

## Culture locale et patrimoine
Époisses a été labellisée "Cité de Caractère de Bourgogne Franche-Comté" en 2021.

### Lieux et monuments
Le château d'Époisses est constitué à l'origine de deux enceintes. Quatre tours, dont le donjon, sont construites au XIIIe siècle afin d'en assurer la protection. Au cours des siècles suivants, le château est réaménagé entre le XIVe siècle et le XVIIIe siècle, notamment par Imbert de La Platière, seigneur de Bourdillon, maréchal de France, originaire du Nivernais. Celui-ci transforme profondément Epoisses. Par exemple, il fait construire le porche de la tour qui porte aujourd'hui son nom. La révolution française et des négociations avec le Comité de salut public vont amener à la destruction des parties fortifiées et la diminution de la hauteur des tours. Au XXe siècle, différents bâtiments du château et le jardin sont classés aux monuments historiques.
Le village comprend également d'autres lieux et monuments :
- Croix de chemin, rues de Semur, des Forges, des Éperons et d'Avallon.
- Église Saint-Symphorien, dans la cour du château, rue de Semur.
- Fromagerie Berthaut, fabricant d'Époisses (fromage), place du Champ de Foire.
- Mairie, rue des Forges.
- Maison natale du général Jacques Lazare Savettier de Candras, place Candras (rue des Forges).
- Vestiges du prieuré d'Époisses (de l'ordre de Grandmont) situé à Bretenière, fondé en 1189 par Hugues III de Bourgogne[20].

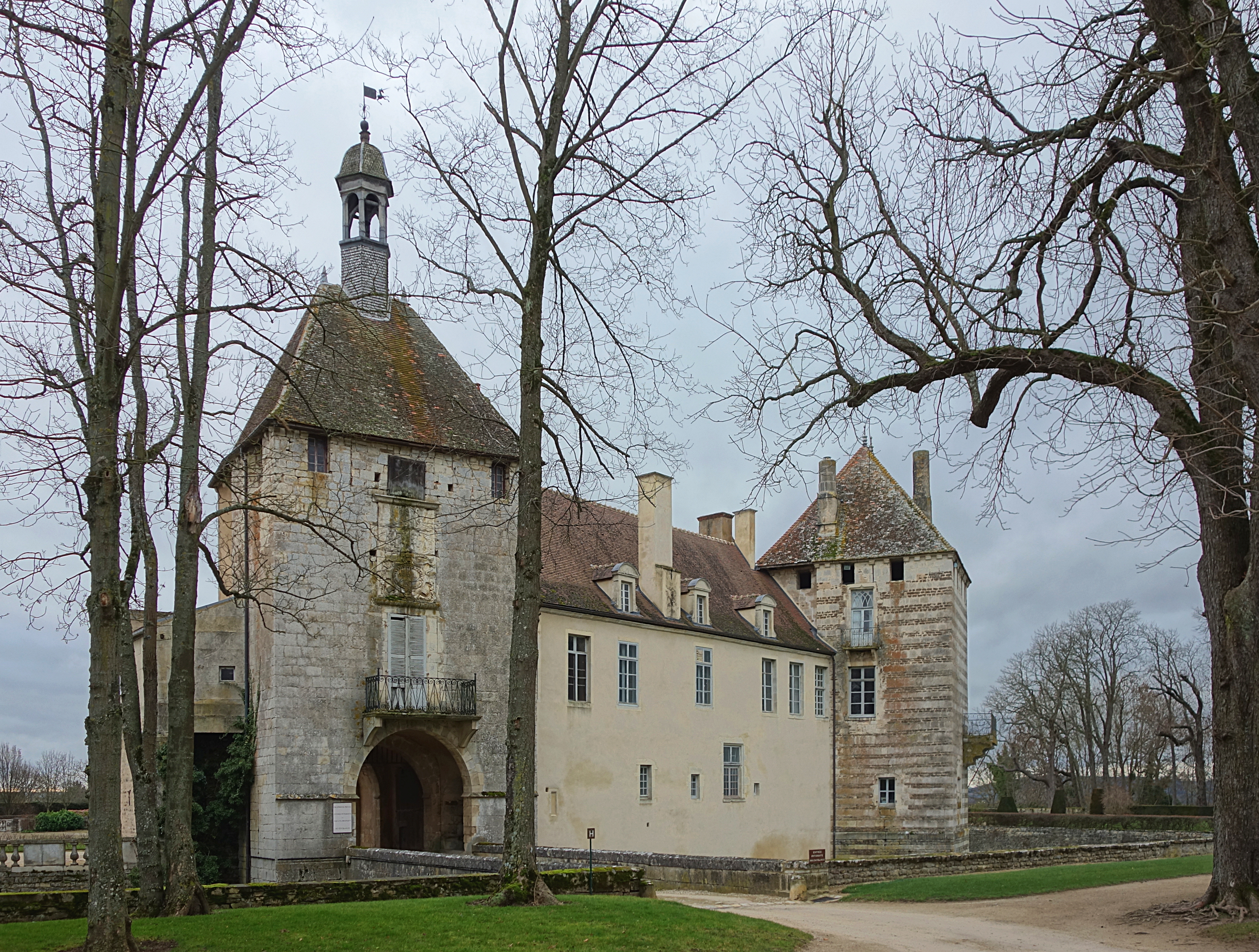
L'entrée du château d'Époisses.
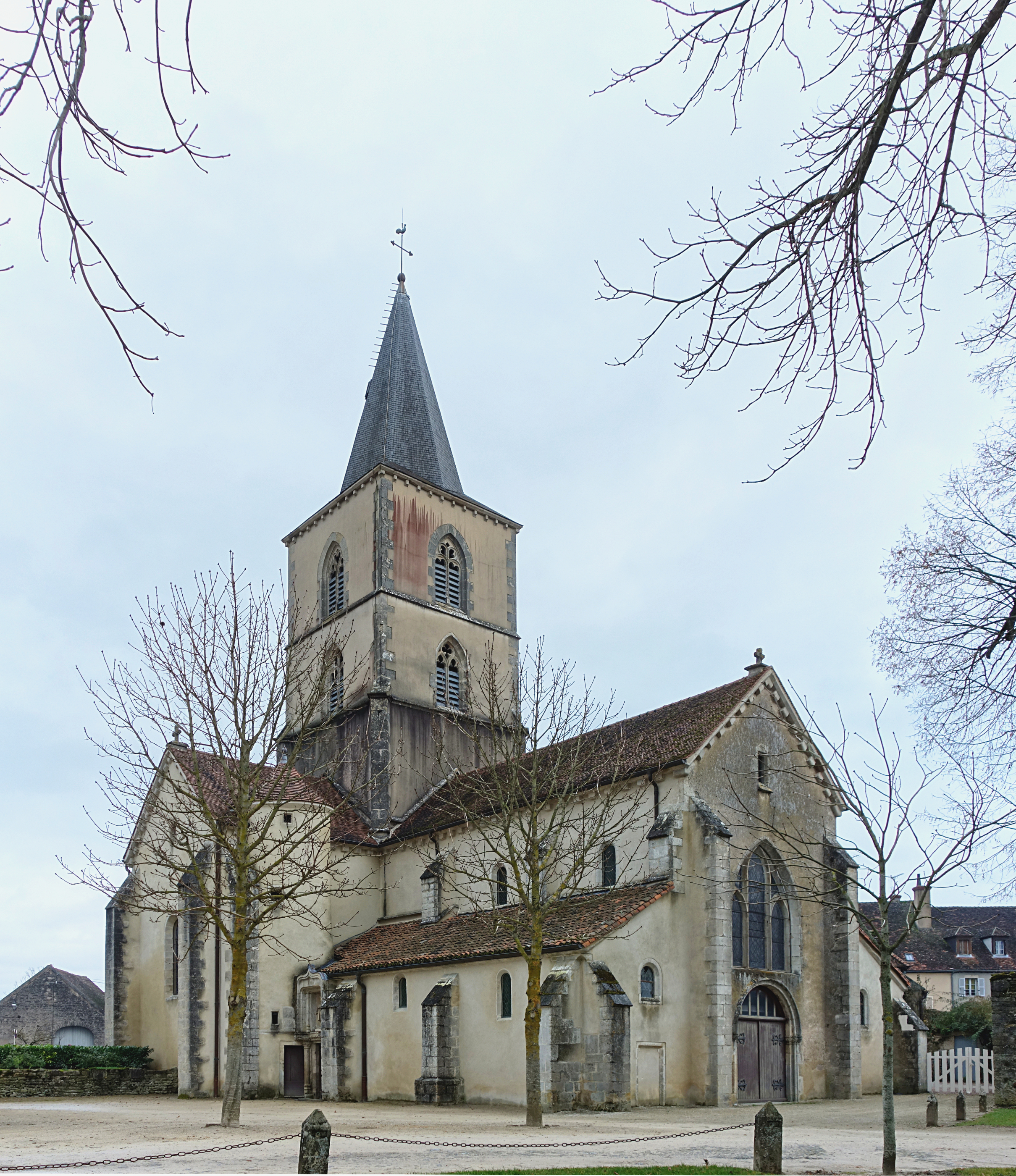
L'église Saint-Symphorien.
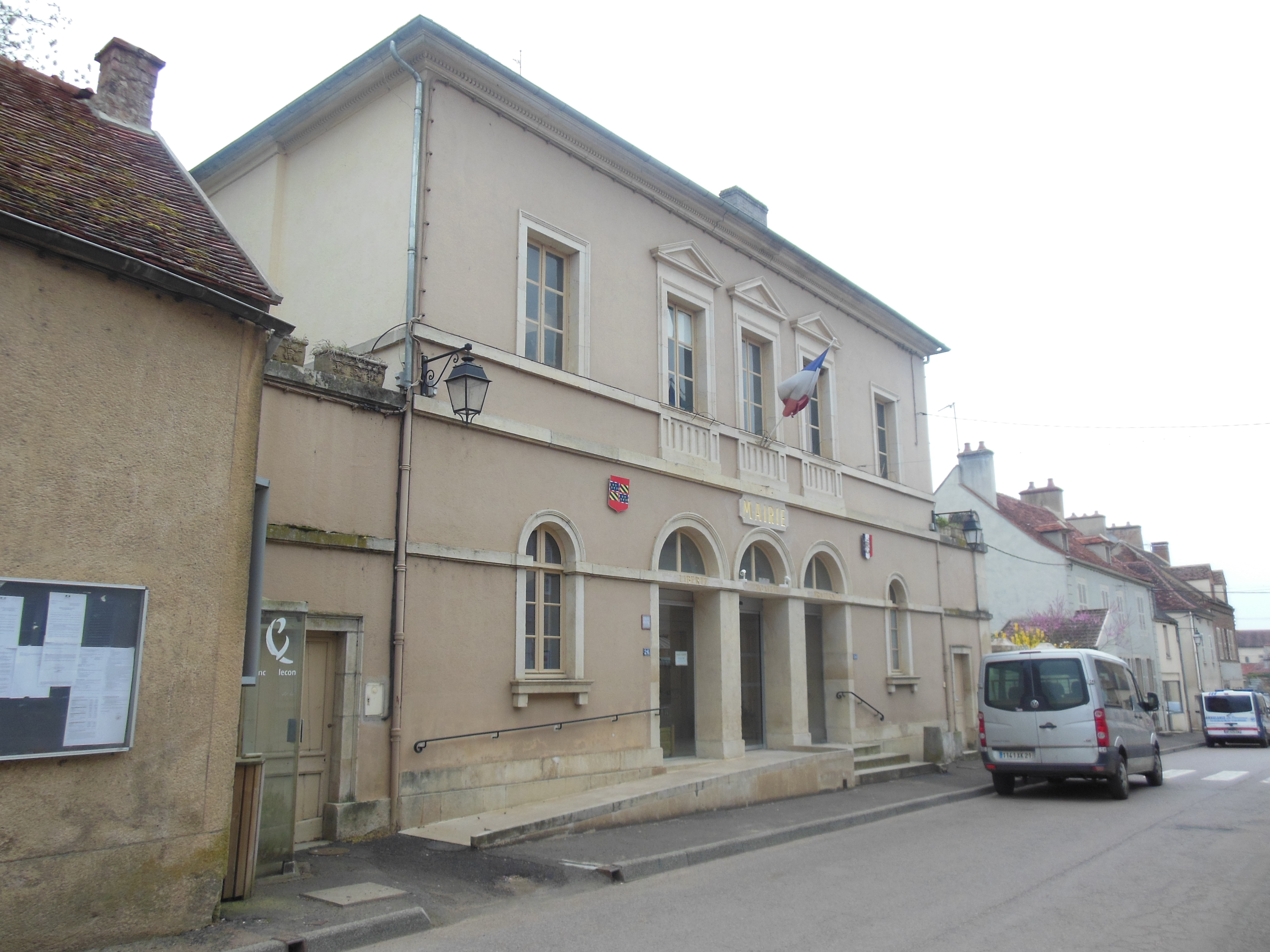
La mairie.
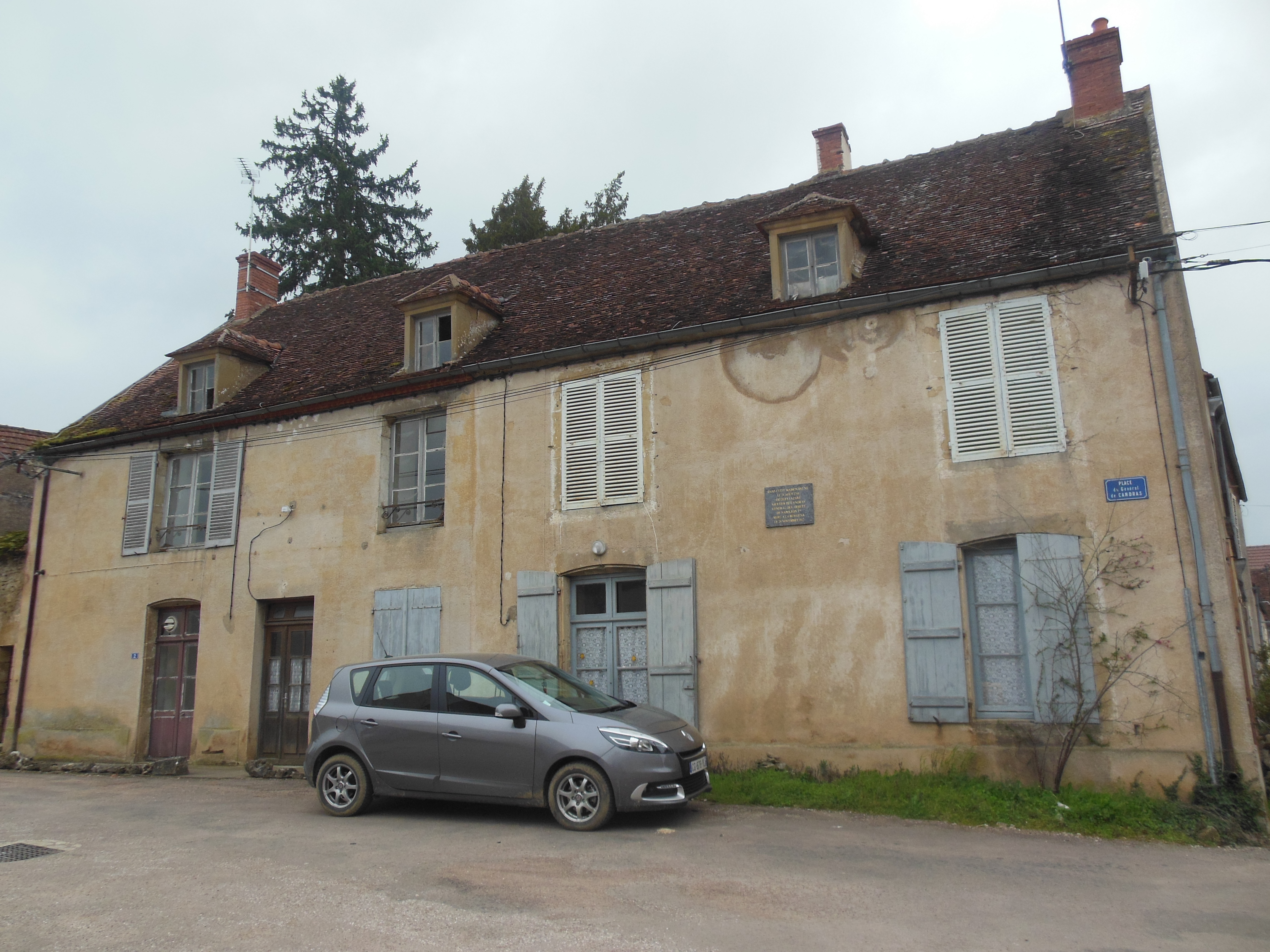
La maison natale du général de Candras.

### Personnalités liées à la commune
- Famille de Pechpeyrou-Comminges de Guitaut
- Imbert de La Platière (1516-1567), militaire français du XVIe siècle, seigneur d’Époisses, maréchal de France le 6 avril 1564
- Madame de Sévigné, qui avait des terres dans les environs, a séjourné plusieurs fois au château d'Époisses, propriété de la famille de Pechpeyrou. Elle qualifia le château de « maison d'une grandeur et d'une beauté surprenante[21]. »
- Jacques Lazare Savettier de Candras (1768 - 28 novembre 1812), baron de La Tour de Pré, général des armées de la République et de l'Empire, né à Époisses et mort à la bataille de la Bérézina (Russie)
- Jean-Baptiste Simon Firmin Marie, vicomte de Fréhaut (1769-1835), général des armées de la République et de l'Empire, né à Époisses.

### Héraldique
| Blason | Blasonnement : De gueules au mur crénelé adextré d'une échauguette couverte, le tout d'argent maçonné de sable et chargé en cœur d'un écu échiqueté d'azur et d'or. |